# Sophira flavicans
Sophira flavicans es una especie de insecto del género Sophira de la familia Tephritidae del orden Diptera.

## Historia
Edwards la describió científicamente por primera vez en el año 1919.